# Academia del Mirto
La Academia del Mirto fue un centro intelectual fundado el 24 de abril de 1823 por José de Espronceda y otros alumnos de Alberto Lista que tras el cierre del Colegio Libre de San Mateo por su libertad de pensamiento a finales de ese mismo año se vería ampliada su actividad como añadidura a la formación escolar. Su primer presidente fue José Antonio Cavanilles.
Sus actividades se prolongarían hasta 1826 y fue donde Espronceda desarrollaría sus primeras obras de poesía. La actividad literaria de la academia se centraba en la vida al aire libre, siendo comunes los paseos por el campo en los alrededores de Madrid con el objetivo de la contemplación de la naturaleza y la bóveda celeste.